# CoRoT
 CoRoT (francese "Convection, Rotation et Transits planétaires", inglese COnvection ROtation and planetary Transits) è stata una missione dell'agenzia spaziale francese (CNES) in cooperazione con Agenzia Spaziale Europea, Austria, Belgio, Germania, Spagna e Brasile. Obiettivi principali della missione sono stati:
- L'esecuzione di misure di astrosismologia, utili per ricavare informazioni sulla struttura interna delle stelle. Tale programma consiste nell'esaminare come le stelle, soggette alla propria gravità, pressione e forza di Coriolis, oscillino a specifiche frequenze. Dall'analisi della frequenza, della lunghezza d'onda e della durata delle oscillazioni si possono ottenere informazioni su struttura interna, età, dimensioni e composizione chimica della stella studiata.
- La ricerca di pianeti extrasolari, in particolare di pianeti di tipo terrestre, con il metodo dei transiti. Questo programma ricerca periodici cali di luminosità delle stelle osservate dovuti a pianeti in transito di fronte ad esse. Il metodo dei transiti consente di determinare raggio e periodo orbitale del pianeta individuato.

Entrambi gli studi sono stati condotti valutando minime variazioni nella luminosità della stella oggetto di osservazione nel tempo. Per eseguire tali misurazioni la sonda monta un telescopio da 27 cm di diametro senza focale con quattro CCD. COROT è la prima missione spaziale dedicata alla ricerca di pianeti extrasolari transitanti. Il 6 marzo 2009 la NASA ha lanciato la sonda Kepler, che esegue lo stesso tipo di ricerca con una precisione ancora maggiore.
Nel novembre del 2012 il satellite ha improvvisamente interrotto le comunicazioni con la Terra, durante un attraversamento dell'Anomalia del Sud Atlantico. Ripetuti tentativi di ristabilire le comunicazioni occorsi nei mesi successivi non hanno condotto ad esito favorevole e la missione è stata dichiarata conclusa nel giugno del 2013. Il satellite è stato deorbitato il 17 giugno 2014.
Il nome del satellite è stato scelto in onore del pittore francese Jean-Baptiste Camille Corot.

## Profilo di missione
Il satellite pesava 668 kg, è lungo 4,1 m e aveva un diametro di 2,0 m. Era alimentato da due pannelli fotovoltaici. È stato lanciato il 27 dicembre del 2006 a bordo di un vettore russo dal cosmodromo di Bajkonur ed attualmente si trova in un'orbita circolare polare a 827 km di altezza. Ha effettuato la prima luce tecnica il 18 gennaio 2007 e, dopo un periodo di calibrazione degli strumenti a bordo, ha iniziato le osservazioni scientifiche il 2 febbraio 2007.
La missione principale doveva durare due anni e mezzo, ma è stata estesa per altri 3 anni fino al 31 marzo 2013. L'orbita prevista avrebbe garantito al telescopio spaziale circa 150 giorni di osservabilità continua per un medesimo campo stellare. Le osservazioni avvenivano in direzione perpendicolare al piano orbitale, in modo da non avere occultazioni da parte della Terra. Il satellite, senza gli effetti di distorsione dovuti all'atmosfera terrestre, era in grado di rilevare pianeti extrasolari relativamente piccoli, grandi circa il doppio della Terra. COROT monitorava la luminosità delle stelle, alla ricerca delle minime variazioni che si ripetono ad intervalli regolari quando un pianeta transita sul disco del proprio sole.
Inoltre il satellite aveva il compito di effettuare misure di astrosismologia analoghe a quelle che SOHO esegue sul Sole. COROT rilevava le variazioni di luminosità associate con le pulsazioni acustiche delle stelle. Questo tipo di analisi permette la determinazione di massa, età e composizione chimica dell'astro, consentendo il confronto tra il Sole e le altre stelle.
Per il programma di astrosismologia in ogni campo visivo venivano analizzate 10 stelle (un obiettivo principale e nove secondari) con magnitudine inferiore a 9. Per la ricerca di transiti vengono invece osservate 12000 stelle per ogni campo, con magnitudine in banda R compresa tra 11 e 16. Infatti stelle più luminose (magnitudine<11) saturerebbero i CCD dedicati alla ricerca di esopianeti, rendendo impossibile ottenere dati fotometrici affidabili, mentre stelle più fioche (magnitudine>16) non fornirebbero dati con adeguata risoluzione per essere di utilità scientifica. Per rilevare gli esopianeti, COROT rilevava i transiti almeno un paio di volte di fronte alla propria stella: quindi quasi tutti i pianeti scoperti avrebbero avuto un periodo orbitale inferiore ai 75 giorni. Sebbene tali mondi intorno a stelle di tipo solare siano troppo caldi per essere abitabili, esopianeti potrebbero scoperti intorno a più deboli nane rosse, dove potrebbero trovarsi nella zona abitabile dei loro sistemi stellari.

### Perdita della Data Processing Unit #1
L'8 marzo 2009 si è verificata la perdita del collegamento con la Data Processing Unit #1, dedicata all'elaborazione dei dati fotometrici provenienti da una delle due catene fotometriche di COROT. Da allora la sonda ha continuato le sue osservazioni con la sola catena fotometrica collegata alla Data Processing Unit #2, ancora funzionante. In conseguenza il campo stellare osservato si è ridotto a metà, sia per la ricerca di esopianeti che per il programma di astrosismologia. La perdita della Data Processing Unit #1 sembra essere permanente.
Il 2 novembre 2012 il satellite ha avuto un guasto al computer tale da impedire il ricevimento dei dati dalla Terra, durante un attraversamento dell'Anomalia del Sud Atlantico. Fabienne Casoli, dell'agenzia spaziale francese (CNES) definì il problema piuttosto serio, affermando che sarebbe stato tentato un ultimo tentativo di ripristino nel mese di dicembre 2012, e che se questo fosse fallito, sarebbe stata posta la parola fine alla missione di COROT. Dopo che i tentativi di ristabilire il controllo del satellite non hanno dato esito favorevole, il CNES ha dichiarato conclusa la missione il 20 giugno 2013.

## Regioni stellari osservate
Corot ha effettuato le sue osservazioni in 2 regioni separate del cielo: durante l'estate boreale, il telescopio era diretto verso la costellazione del Serpente, verso il Centro Galattico, mentre durante l'inverno boreale verso la costellazione dell'Unicorno, nell'anticentro galattico. I campi di osservazione sono stati scelti in modo da evitare che la luce del Sole potesse interferire nelle misurazioni. Durante i 30 giorni rimanenti tra i due periodi di osservazione principali, COROT puntava verso altre aree del cielo.
Le regioni osservate sono state scelte dopo un lungo periodo di osservazioni preliminari durato dal 1998 al 2005. In ognuno dei campi si sono definite le stelle da osservare per il programma di astrosismologia, oltre ad accertarsi che la densità di stelle fosse accettabile per il programma di ricerca di transiti planetari: infatti se la densità di stelle è troppo bassa, il numero di candidati è troppo basso, mentre se è troppo elevata le immagini delle stelle vicine si sovrappongono, inquinando l'osservazione. Nel programma iniziale, i periodi di osservazione da 150 giorni erano considerati ideali per ricercare pianeti piccoli e/o con lungo periodo orbitale, mentre le brevi sessioni di 3-4 settimane sono eseguite per poter osservare un maggior numero di stelle per il programma di astrosismologia. La strategia osservativa, dopo la perdita della Data Processing Unit #1, prevedeva periodi medi di osservazione di circa tre mesi, per ovviare al minor numero di stelle che è possibile osservare contemporaneamente.
Le regioni osservate finora sono di seguito riportate:
- IRa01, dal 18 gennaio 2007 al 3 aprile 2007 - 9879 stelle osservate;
- SRc01, dal 3 aprile 2007 al 9 maggio 2007 - 6975 stelle osservate;
- LRc01, dal 9 maggio 2007 al 15 ottobre 2007 - 11408 stelle osservate;
- LRa01, dal 15 ottobre 2007 al 3 marzo 2008 - 11408 stelle osservate;
- SRa01, dal 3 marzo 2008 al 31 marzo 2008 - 8150 stelle osservate;
- LRc02, dal 31 marzo 2008 all'8 settembre 2008 - 11408 stelle osservate;
- SRc02, dall'8 settembre 2008 al 6 ottobre 2008 - 11408 stelle osservate;
- SRa02, dal 6 ottobre 2008 al 12 novembre 2008 - 10265 stelle osservate;
- LRa02, dal 12 novembre 2008 al 30 marzo 2009 - 11408 stelle osservate;
- LRc03, dal 30 marzo 2009 al 2 luglio 2009 - 5661 stelle osservate;
- LRc04, dal 2 luglio 2009 al 30 settembre 2009 - 5716 stelle osservate;
- LRa03, dal 30 settembre 2009 al 1º marzo 2010 - 5289 stelle osservate;
- SRa03, dal 1º marzo 2010 al 2 aprile 2010;
- LRc05, dal 2 aprile 2010 al 5 luglio 2010;
- LRc06, dal 5 luglio 2010 al 27 settembre 2010;
- LRa04, dal 27 settembre 2010 al 16 dicembre 2010;
- LRa05, dal 16 dicembre 2010 al 5 aprile 2011;
- LRc07, dal 5 aprile 2011 al 30 giugno 2011;
- SRc03, dal 1º luglio 2011 al 5 luglio 2011 - per riosservare il transito di COROT-9b;
- LRc08, dal 6 luglio 2011, in corso.

Le curve di luce di queste sessioni osservative sono rese pubbliche dal team di Corot dopo un anno circa dal loro ottenimento.

Variazione di luminosità di una stella dovuta al transito di un pianeta. (Foto: ESA)

## Potenzialità
Prima dell'inizio della missione, il team scientifico ha annunciato che COROT sarebbe stato in grado di individuare pianeti alcune volte più grandi della Terra, le cosiddette superterre, e che il satellite non era specificatamente progettato per trovare pianeti abitabili. I primi dati inviati a terra dalla sonda hanno rivelato che gli strumenti a bordo forniscono prestazioni migliori rispetto a quelle previste, tanto che la precisione delle curve di luce raccolte raggiungerà una parte su 20000 al termine dell'elaborazione dei dati, mentre i dati di astrosismologia hanno già raggiunto la precisione di una parte su un milione, la massima possibile per il telescopio a bordo. In conseguenza a questa maggiore sensibilità anche pianeti delle dimensioni della Terra molto vicini alla propria stella potrebbero essere rivelati.
COROT riuscirà ad individuare solo una piccola percentuale dei pianeti esistenti all'interno della sua area di indagine. Infatti, solo una piccola percentuale di questi si troverà in condizioni tali da permettere l'osservazione dal nostro Sistema solare di ripetuti transiti. La probabilità che l'orbita di un pianeta sia allineata con il punto d'osservazione di COROT è pari al rapporto fra il diametro della stella ed il diametro dell'orbita, quindi pianeti in orbite ravvicinate alla propria stella hanno probabilità maggiori di essere scoperti. Poiché i pianeti di uno stesso sistema planetario tendono ad avere orbite complanari, c'è la possibilità di rilevare transiti di più pianeti intorno alla stessa stella.
Inoltre è possibile che la sonda riesca a rilevare per alcuni dei pianeti scoperti dettagli come anelli e lune. In specifiche circostanze Corot potrebbe anche essere in grado di rilevare la luce riflessa dai pianeti in transito, dando così un'indicazione della loro composizione chimica.
Importanti risultati sono attesi anche per lo studio di stelle binarie ad eclisse. Corot rileverà facilmente anche nane brune, corpi celesti con caratteristiche intermedie fra pianeti giganti e piccole stelle.

## Osservazioni complementari dalla Terra
La scoperta di pianeti transitanti è frenata dalla necessità di ottenere conferme con la tecnica della velocità radiale dei candidati ottenuti dall'analisi delle curve di luce ottenute da COROT. Rilevare una periodica variazione di luminosità infatti non è una prova decisiva per l'esistenza di un pianeta, dato che altri fenomeni, come stelle binarie o multiple, possono produrre questi eventi. Inoltre il metodo della velocità radiale permette di ottenere la massa del pianeta. Dalla conoscenza di raggio e massa si può caratterizzare il pianeta, calcolandone densità media e sviluppando modelli sulla sua struttura.
Il team di Corot un programma di osservazioni complementari dalla Terra, operante in diversi osservatori sparsi per il mondo. La strategia prevede, laddove sia possibile, di confermare il transito con altri osservatori, e quindi di eseguire misurazioni della velocità radiale. Una volta confermata la natura planetaria del transito, si misura ad alta risoluzione lo spettro della stella per ricavarne i parametri fisici (massa, raggio, temperatura, età e distanza approssimata) necessari per derivare con precisione quelli del pianeta scoperto. Queste osservazioni, necessarie per caratterizzare il pianeta scoperto, possono anche richiedere un intero anno.
Per confermare che il transito avvenga sulla stella osservata e non, ad esempio, su una debole stella di sottofondo vicina alla stella target, vengono impiegati telescopi ottici, fra cui il CFHT alle Hawaii, la Euler Camera in Cile, il Wise Observatory in Israele, l'osservatorio di Tautenburg in Germania e l'osservatorio dell'Istituto Astrofisico delle Isole Canarie. Talvolta il transito registrato da COROT è talmente debole da non poter essere chiaramente confermato dai telescopi a Terra, ma questi possono escludere che il transito avvenga sulle altre deboli stelle nelle vicinanze.
Le misurazioni di velocità radiale vengono eseguite con i migliori spettrografi attualmente disponibili, fra cui SOPHIE in Francia, HIRES del telescopio Keck I alle Hawaii, UVES, CORALIE ed HARPS in Cile. Molte delle stelle che presentano transiti sono fioche - magnitudine apparente>12 - e lontane - in genere molte centinaia di anni luce - e richiedono un grande sforzo osservativo per ottenere dati che permettano di stabilire la natura dei candidati. Il metodo della velocità radiale inoltre è molto sensibile alla natura delle stelle madri: stelle con alte velocità di rotazione permettono solo una medio-bassa precisione, stelle giovani perturbano le misurazioni con la loro attività magnetica e superficiale, mentre le stelle subgiganti hanno spettri che rendono quasi impossibili tali misurazioni. Di conseguenza restano alcuni casi insoluti.

## Scoperte
COROT ottiene da ogni campo stellare migliaia curve di luce stellare. Dallo studio nel dominio del tempo e della frequenza di queste curve gli scienziati possono studiare i molti modi in cui le stelle variano, la rotazione differenziale delle superfici stellari, la presenza di macchie, brillamenti ed attività superficiali. Se da un lato molte di queste curve di luce presentano un'evoluzione simile a quella già vista sul Sole od a quelle previste dalle teorie, altre hanno un andamento strano dovuto probabilmente a fenomeni fisici ancora sconosciuti che avvengono sulle superfici delle stelle. Per migliaia di stelle sarà possibile calcolare il periodo di rotazione. Corot fornirà dati fotometrici ad alta qualità per lo studio delle stelle variabili: a luglio 2008 il team ha riportato che circa il 10% delle stelle osservate ha un comportamento da variabile.
Per lo studio delle oscillazioni stellari in ognuna delle regioni ricercate vengono analizzate 10 stelle che vengono studiate approfonditamente allo scopo di determinarne con precisione massa, dimensioni, età, composizione chimica e struttura interna. Oscillazioni simili a quelle rilevate sul Sole sono già state rilevate su stelle di tipo solare, ma con ampiezze differenti da quelle previste dalle teorie correnti; per le stelle più brillanti la qualità dei dati raccolti permetterà di testare modelli sulla loro struttura interna. Per la prima volta COROT permette precisamente di misurare oscillazioni su stelle massicce, aprendo un nuovo settore di ricerca astrofisico.
Ad ottobre 2008 il team ha presentato due pubblicazioni sui dati di astrosismologia: il primo riguarda la stella HD 49933 osservata nel corso dell'osservazione iniziale IRa01, che presenta oscillazioni simili a quelle registrate su Sole; la seconda tratta delle stelle HD181420, HD181906 ed ancora HD49933, sempre osservate nel corso di IRa01. Queste stelle, più massicce e calde del Sole, hanno oscillazioni 1,5 volte più ampie di quelle del Sole, il 25% in meno di quello previsto dalle teorie correnti.
Il 5 maggio 2007 è stata riportata la scoperta del primo esopianeta di COROT - un Giove caldo in orbita intorno ad una stella di tipo spettrale G0V, leggermente meno massiccia del Sole e situata a 1500 anni luce di distanza. Il pianeta, denominato CoRoT-1 b, ha un raggio stimato in circa 1,49 volte quello di Giove, una massa 1,03 volte quella di Giove, ed un periodo di rivoluzione di 1,5 giorni. Il pianeta è stato scoperto durante l'osservazione iniziale IRa01. Lo studio della curva di luce ha permesso di rivelare le fasi di luce riflessa del pianeta mentre orbita intorno alla propria stella: è stato così confermato che CoRoT-1 b rivolge sempre la stessa faccia al proprio Sole, ha una bassa albedo ed una temperatura di 2250 °C sulla parte illuminata e di 1250 °C sulla parte al buio.
Il 20 dicembre 2007 il team di COROT ha annunciato la scoperta di un altro pianeta gigante, CoRoT-2 b, trovato intorno ad una stella di tipo spettrale K0V con massa appena inferiore a quella solare, situata a 980 anni luce di distanza. Il nuovo pianeta ha un periodo orbitale di 1,74 giorni, un diametro 1,46 volte maggiore di quello di Giove ed una massa 3,31 volte più grande di quella gioviana. Il pianeta è stato individuato nel corso dell'osservazione LRc01. Le osservazioni dalla Terra hanno consentito di misurare il cosiddetto effetto Rossiter-McLaughlin, che ha permesso di conoscere l'angolo compreso fra l'asse orbitale del pianeta e la linea di rotazione della superficie della stella, stimato in circa 7,2 gradi. Dall'analisi della curva di luce il team di Corot ha potuto ottenere importanti informazioni sulla stella attorno a cui orbita, che è risultata molto attiva, con in superficie due differenti gruppi di macchie separate longitudinalmente di circa 180° - ruotanti rispettivamente con periodi di 4,52 e 4,55 giorni, mentre il resto della fotosfera appare ruotare più lentamente con un periodo di circa 28,9 giorni.
Il 22 maggio 2008 sono stati annunciati altri tre corpi celesti transitanti: CoRoT-3 b, una nana bruna compatta con una massa 21,66 volte quella gioviana e con raggio 1,01 volte quello di Giove. La sua densità media è maggiore di quella del platino e la sua natura resta ambigua, presentando caratteristiche intermedie fra un pianeta gigante ed una stella. Questo corpo celeste, individuato nel corso dell'osservazione LRc01, orbita ogni 4,25 giorni intorno ad una stella di tipo spettrale F3V con una massa del 37% maggiore di quella del Sole, situata a circa 2220 anni luce dalla Terra. Il periodo di rotazione della stella attorno a cui orbita è stato stimato in circa 4,6 giorni, compatibile con l'ipotesi di una sincronizzazione dovuta alle forze di marea esercitate dal pianeta sugli strati superiori della stella. CoRoT-4 b è un pianeta gigante scoperto nel corso dell'osservazione IRa01; ha una massa 0,72 volte quella di Giove ed un raggio 1,19 volte quello gioviano; orbita intorno alla sua stella, di tipo spettrale F0V e del 10% più massiccia del Sole, ogni 9,2 giorni. Dall'analisi della curva di luce il team di Corot ha potuto dedurre che, come CoRoT-3 b, la stella ha un periodo di rotazione simile al periodo orbitale del pianeta e compatibile con l'ipotesi di sincronizzazione. Questa scoperta ha lasciato perplessi gli scienziati, in quanto secondo i modelli attuali CoRoT-4 b è troppo lontano e non abbastanza massiccio per causare una tale sincronizzazione; il team di Corot ha ipotizzato che intensi campi magnetici generati dal pianeta concorrano a questo fenomeno, ma non vi è una spiegazione definitiva. CoRoT-5 b è un altro pianeta gigante, con raggio 1,28 volte quello di Giove ma con solo il 46% della sua massa; orbita ogni 4,03 giorni intorno alla propria stella, di tipo spettrale F9V e con massa simile a quella solare.
Il 3 febbraio 2009, nel corso della prima conferenza internazionale dedicata alla presentazione dei risultati scientifici di Corot, è stata annunciata la scoperta della prima super-terra transitante: denominata CoRoT-7 b, orbita ogni 20 ore intorno alla sua stella, di tipo K0V, leggermente meno massiccia del Sole, distante 457 anni luce dalla Terra. CoRoT-7b, confermato dopo un anno di osservazioni complementari dalla Terra, ha un raggio 1,58 volte quello della Terra ma la sua massa resta poco definita, a causa dell'intensa attività magnetica della stella madre che perturba le misure di velocità radiale: una prima analisi ha assegnato al pianeta una massa pari a 4,8 masse terrestri, individuando anche un secondo pianeta non transitante, CoRoT-7c, con una massa 8,4 volte quella della Terra, con un'orbita di 3,7 giorni. L'analisi di altri due gruppi, impiegando modalità differenti di filtraggio dell'attività stellare, ha fornito risultati differenti: un team ha pesato la massa di CoRoT 7-b pari a 6,9 masse terrestri, trovando segni riguardo alla presenza di un terzo pianeta nel sistema, CoRoT 7-d, di massa simile a quella di Nettuno su un'orbita di 9 giorni; un secondo team ha calcolato invece la massa di CoRoT 7-b come 8,5 masse terrestri e di CoRoT 7-c come 13,5 masse terrestri. Un terzo studio ha messo in evidenza come gli errori sistematici nelle misure di velocità radiale possano essere stati sottostimati, e che la massa di CoRoT 7-b sia, con grande probabilità statistica, compresa solo fra 1 e 4 masse terrestri. Quest'ultimo studio inoltre mette in dubbio la presenza degli altri pianeti nel sistema rilevati negli studi precedenti. L'ampia incertezza sulla massa di CoRoT 7-b preclude studi approfonditi sulla sua composizione e struttura interna.
Nel corso della stessa conferenza è stato presentato anche CoRoT-6b, un pianeta gigante di 3,3 masse gioviane, con raggio 1,15 volte quello di Giove, in orbita intorno ad una stella di tipo solare ogni 8,89 giorni.
Nell'ottobre 2009 la missione COROT è stata protagonista di una "special feature" della prestigiosa rivista Astronomy and Astrophysics illustrante i primi risultati scientifici conseguiti. Numerose pubblicazioni con risultati di astrosismologia, variabilità stellare, performance del satellite e ricerca di transiti sono liberamente accessibili.
Il 18 marzo 2010 è stata annunciata la scoperta di CoRoT-9 b, un pianeta gigante gassoso con l'80% della massa di Giove orbitante ogni 95 giorni intorno alla sua stella, molto simile al Sole. È il secondo pianeta più lontano dalla sua stella ad essere osservato in transito, dopo l'eccentrico HD 80606 b. Osservazioni complementari per rilevare le caratteristiche dell'atmosfera e cercare di rilevare la presenza di eventuali lune di questo Giove "temperato" sono pianificate con il telescopio spaziale Spitzer.
Il 14 giugno 2010 sono stati annunciati da Corot ben 6 nuovi pianeti: CoRoT-8 b, CoRoT-10 b, CoRoT-11 b, CoRoT-12 b, CoRoT-13 b, CoRoT-14 b. CoRoT-8 b è un pianeta più piccolo di Saturno, con un raggio pari a 0,57 volte quello di Giove e solo il 22% della sua massa. Orbita ogni 6,2 giorni intorno alla sua stella, più piccola del Sole. CoRoT-10 b è un pianeta gigante con una massa 2,57 volte quella gioviana a raggio leggermente inferiore. Orbita intorno alla propria stella ogni 13,24 giorni in modo molto eccentrico, tale che il livello d'insolazione fra il punto della sua orbita più vicino alla propria stella e quello più lontano varia di 10,6 volte. CoRoT-11 b è un altro pianeta gigante (2,33 masse di Giove ed un raggio 1,43 volte quello gioviano) orbitante ogni 3 giorni intorno alla propria stella, molto attiva e più grande del Sole. CoRoT-12 b è un pianeta con bassa densità media, con il 92% della massa di Giove ma raggio del 44% superiore. Orbita ogni 2,83 giorni intorno ad una stella di tipo solare. CoRoT-13 b è invece un pianeta gigante caratterizzato da una massa del 30% maggiore a quella gioviana ma con raggio del 10% inferiore. Ruota intorno alla sua stella, simile al Sole ma con elevato contenuto di Litio, ogni 4,04 giorni. CoRoT-14 b è un pianeta gigante massiccio, con massa 7,6 volte quella di Giove ed un raggio del 9% superiore, in orbita ogni giorno e mezzo intorno ad una stella più grande del Sole. Oltre ad essi, si è riferito della scoperta di una seconda nana bruna, CoRoT-15 b, con una massa 63 volte quella di Giove ma diametro solo del 12% superiore. È stata scoperta orbitante ogni 3,06 giorni intorno ad una stella del 32% più massiccia del Sole.
Il 14 giugno 2011, nel corso della secondo conferenza internazionale dedicata alla missione COROT, sono stati annunciati altri 10 esopianeti: sette di questi, CoRoT-16 b, CoRoT-17 b, CoRoT-18 b, CoRoT-19 b, CoRoT-20 b, CoRoT-21 b e CoRoT-23 b, sono di dimensioni e massa simili a Giove, sebbene con variabili caratteristiche di densità media ed eccentricità. La stella CoRoT-24 diventa il primo sistema planetario multiplo rilevato da COROT, con la scoperta di due pianeti transitanti di raggio paragonabile a quello di Nettuno in orbite di 5,1 ed 11,8 giorni: CoRoT-24 b e CoRoT-24 c. Risalta inoltre la scoperta di CoRoT-22 b, un esopianeta con massa inferiore di metà a quella di Saturno.
A giugno 2011 risultano ancora da verificare con osservazioni dalla Terra 401 candidati pianeti.

### Pianeti scoperti
La seguente tabella riepiloga i dati principali degli oggetti planetari scoperti da COROT.